# Billy Goat-förbannelsen

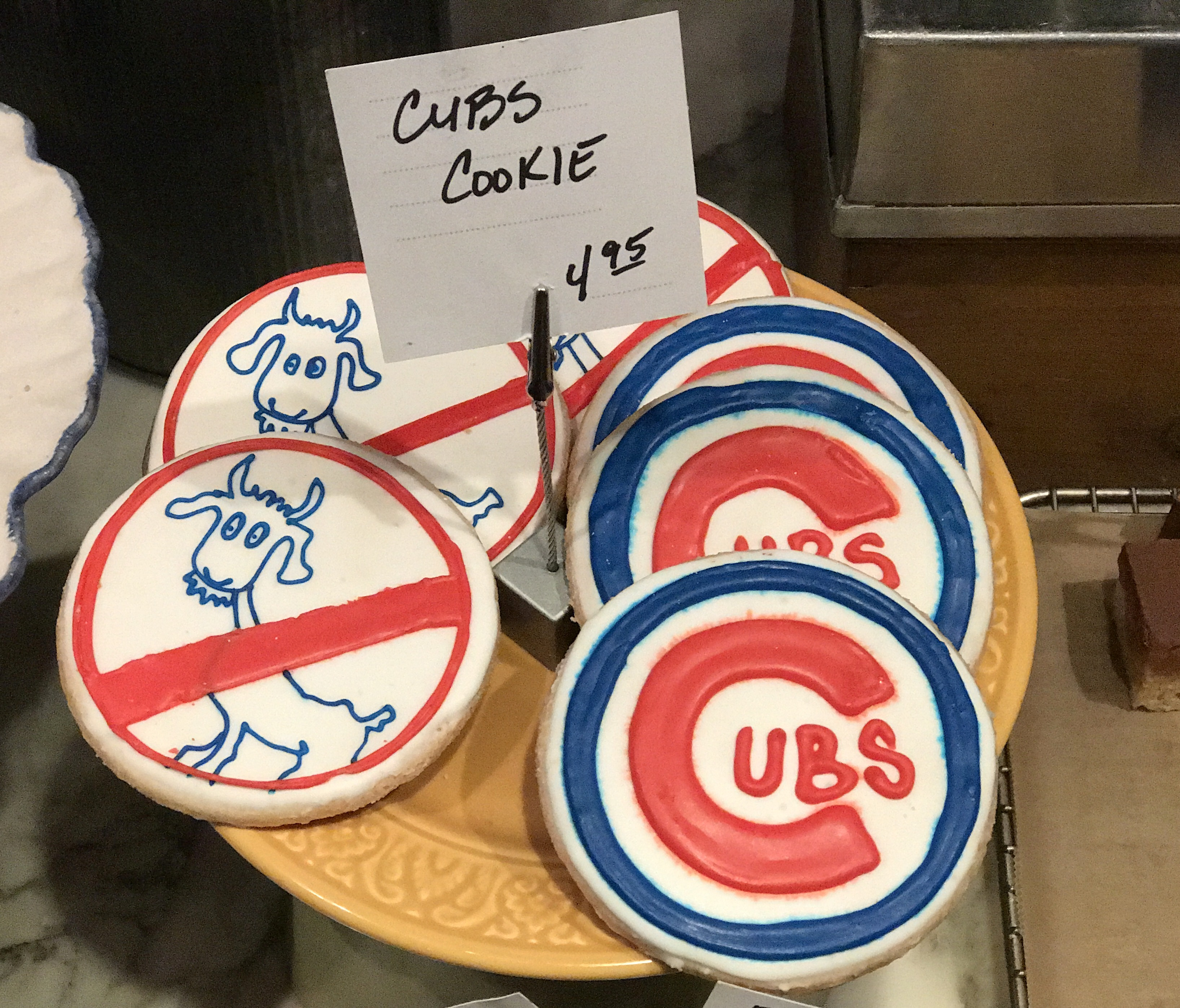
Kakor med Cubs-motiv och en överstreckad get.

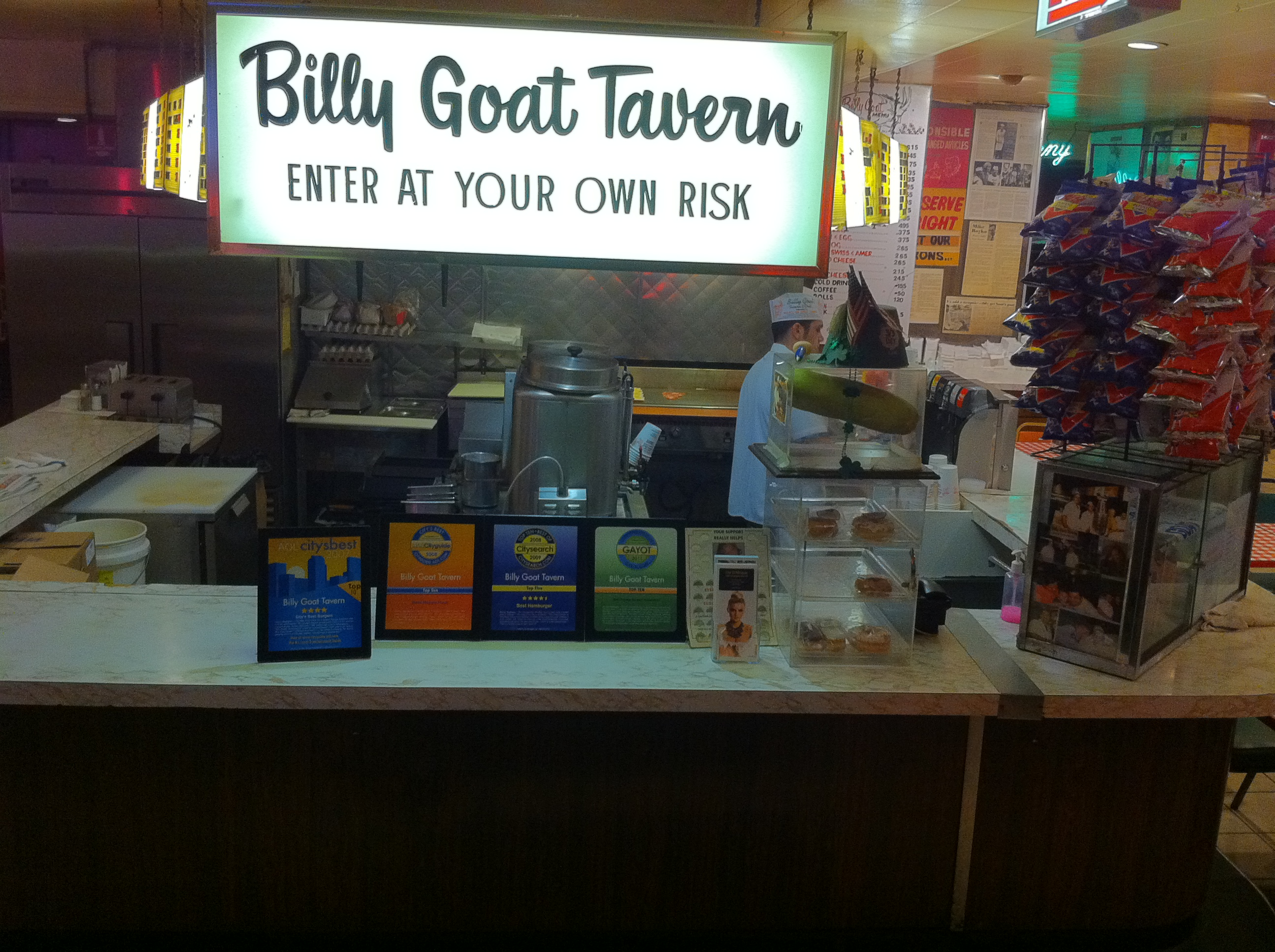
En Billy Goat Tavern-restaurangs interiör.

Billy Goat-förbannelsen (engelska: The Curse of the Billy Goat) var en förbannelse som sades vila över basebollklubben Chicago Cubs. Förbannelsen uttalades 1945 av restaurangägaren William Sianis, ägare till restaurangen Billy Goat Tavern, efter att han och hans tama get hade avvisats från klubbens arena Wrigley Field i samband med en match i World Series. Den sades gå ut på att Cubs aldrig skulle vinna World Series igen.
Chicago Cubs var en av ursprungsklubbarna i National League 1876 och var en av storklubbarna under ligans första år. Klubben vann World Series 1907 och 1908, men man spelade sedan i World Series flera gånger utan att lyckas vinna. 1945 spelade klubben åter i World Series och William Sianis hade med sig en tamget, som hette Murphy, som maskot och för att uppmärksamma hans restaurang Billy Goat Tavern, ungefär Taverna Tamgeten. På grund av getens lukt avvisades Sianis från arenan. Det var då han påstås ha uttalat förbannelsen att Cubs aldrig skulle vinna World Series igen med orden "Them Cubs, they ain't gonna win no more", vilket tolkades gälla World Series. Enligt hans släktingar skrev han också ett brev till Cubs ägare med liknande innehåll. Förbannelsen togs upp av media och motståndarnas hejarklack när det gick dåligt för Cubs eller när klubben var nära att få spela i World Series. Sianis son, som fortsatte med restaurangverksamheten, fick på 1980- och 1990-talen besöka Wrigley Field med en get för att försöka häva förbannelsen.
Säsongen 2016 var första gången efter att förbannelsen uttalades som Chicago Cubs spelade i World Series och därför väckte förbannelsen särskilt stor uppmärksamhet och det såldes souvenirer med en get i en förbudsskylt. Cubs vann finalserien mot Cleveland Indians och därmed World Series för första gången sedan 1908.
Billy Goat Tavern finns på flera ställen i Chicagoområdet och sedan 2005 även i Washington, D.C.